# Sidney James
Sidney James (născut Joel Solomon Cohen la 8 mai 1913 – d. 26 aprilie 1976) a fost un actor evreu-englez de film.

## Filmografie selectivă
- 1949 Casa mult visată (Give Us This Day), regia Edward Dmytryk